# Ronglu
Ronglu 榮祿T, 荣禄S, RónglùP, Jung-luW, noto anche con il nome di cortesia Zhonghua 仲華T, 仲华S, ZhònghuáP, Chung-huaW (6 aprile 1836 – Pechino, 11 aprile 1903) è stato un politico e generale cinese di etnia manciù, capo politico e militare della tarda dinastia Qing.
Era nato nel clan Gūwalgiya, sotto la bandiera a Fondo Bianco delle Otto Bandiere Manciù. Profondamente favorito dall'imperatrice Cixi, ricoprì una serie di importanti posizioni civili e militari nel governo Qing, tra cui Zongli Yamen, gran consigliere, gran segretario, viceré di Zhili, ministro del commercio di Pechino, segretario della difesa, comandante della fanteria delle Nove Porte e dei Corpi Wuwei Era anche il nonno materno di Pu Yi, l'ultimo imperatore della dinastia Qing.

## Biografia
Suo nonno, Tasiha (塔斯哈), era stato un alto funzionario in Kashgar e suo padre, Changshou (長壽), era uno zongbing (總兵; comandante militare).
Ronglu era un yinsheng (蔭 生), un tipo di posizione assegnata a candidati della pubblica amministrazione che avevano ottenuto l'ammissione al Guozijian (Accademia imperiale). Iniziò la sua carriera nel ministero delle Opere come "yuanwailang" (員外郎, vicedirettore) e fu incaricato di costruire strade nella provincia di Zhili.
Nei primi anni di regno dell'imperatore Tongzhi (inizio anni 1860), creò la Divisione armi da fuoco e fu ricompensato con la posizione di jingtang (京 堂 , magistrato di quinto livello). Fu anche nominato comandante aggiunto (翼 長) e "zhuancao dachen" (專 操 大臣) prima di essere trasferito come "zongbing" (總兵) dell'ala sinistra. Tramite la raccomandazione di Wenxiang, divenne vice segretario (侍郎) del ministero dei lavori pubblici. Più tardi, fu riassegnato al ministero delle Opere e contemporaneamente nominato ministro del Dipartimento della casa imperiale.
Nel 1875 morì l'imperatore Tongzhi e gli succedette suo cugino Guangxu. Nello stesso anno venne nominato comandante di fanteria (步軍統領). Tre anni dopo, venne nominato censore in capo (左都御史) e segretario al lavoro. Nel 1878, Baoting (寶廷) scrisse un memoriale alla corte imperiale, sottolineando che alcuni funzionari detenevano contemporaneamente troppe nomine, per cui Ronglu fu sollevato dalle sue funzioni di segretario al lavoro e ministro del Dipartimento della casa imperiale.
Ronglu venne inizialmente accusato di aver accettato tangenti e fu retrocesso di due gradi. Contrariato offese il principe Chun, Baojun (寶 鋆) e Shen Guifen (沈 桂芬) e fu costretto a dimettersi all'inizio del 1879. Tuttavia , nel 1891, fu reintegrato nel servizio civile e nominato generale di Xi'an.
Nel 1894, Ronglu fu richiamato da Xi'an nella capitale Pechino per partecipare alle celebrazioni per il compleanno dell'imperatrice Dowager Cixi e fu nuovamente nominato comandante di fanteria (步 軍統領). Durante la prima guerra sino-giapponese del 1894-1895, Ronglu, insieme ai principi Gong e Qing, venne incaricato degli affari militari. Dopo che gli imperi Qing e giapponese raggiunsero un accordo di pace, Ronglu nominò Yuan Shikai per supervisionare la creazione e l'addestramento del Nuovo esercito.
Nel 1896 venne nominato segretario alla difesa e gran segretario (協辦大學士) e propose di trasferire, a Pechino, Dong Fuxiang e i suoi Kansu Braves per difendere la capitale e migliorare l'addestramento del Nuovo Esercito.

### Riforma dei cento giorni
Nel 1898, fu promosso a gran segretario (大學 士) e successivamente assunse le seguenti ulteriori cariche: viceré di Zhili, ministro del commercio di Pechino (北洋 通商 大臣, e gran segretario del gabinetto di Wenyuan (文淵 閣 大學 士) a capo del ministero della giustizia. In quel tempo, un gruppo di funzionari guidati da Kang Youwei e Tan Sitong progettarono di realizzare una serie di riforme e di eliminare gli elementi conservatori nel governo. L'imperatore Guangxu sostenne i riformisti. Yuan Shikai fu convocato a Pechino e nominato vice segretario (侍郎) e Ronglu si sentì a disagio.
Su consiglio di Yang Chongyi (楊崇 伊), l'imperatrice Cixi interferì nella situazione e, nel 1898, si schierò contro i riformisti. Ronglu fu nominato al Gran Consiglio e si schierò con la sovrana realizzando un colpo di Stato. I riformisti furono sconfitti - Sei gentiluomini della Riforma dei Cento giorni (compreso Tan Sitong) furono giustiziati e l'imperatore Guangxu fu posto agli arresti domiciliari. Dopo il colpo di Stato, Ronglu venne sollevato dalle sua nomina di viceré della provincia di Zhili e ministro di Pechino, e nominato segretario alla Difesa per supervisionare il Corpo d'armata del Pei-yang.
Nel 1899, Ronglu venne nominato commissario imperiale incaricato all'addestramento militare (練兵 欽差 大臣) e mise al comando delle unità militari, Nie Shicheng, Dong Fuxiang, Song Qing e Yuan Shikai. Creò i Corpi Wuwei, composti da cinque divisioni guidate dai quattro comandanti e da lui stesso.
Intorno a quell'epoca, l'imperatrice Cixi decise di deporre l'imperatore Guangxu e di sostituirlo con il figlio Principe Duan Puzhuan (溥 僎, 1875-1920). Inizialmente, Ronglu era indeciso sul da farsi, ma alla fine si oppose all'idea dell'imperatrice. Lei diede ascolto al suo consiglio e Puzuan come "primo principe" (大阿哥).

### Ribellione dei Boxer
Nel 1900, quando scoppiò la ribellione dei Boxer, il principe Duan ed altri convinsero l'imperatrice a sostenere i Boxer per contrastare gli stranieri. Dong Fuxiang guidò I suoi Kansu Braves all'attacco del Quartiere delle legazioni ma non fu in grado di conquistare le legazioni nonostante alcuni mesi di assedio e Ronglu non fu in grado di fermarlo. Il principe Duan e i suoi seguaci continuarono gli attacchi contro gli stranieri e a uccidere qualsiasi funzionario della corte imperiale che si opponeva loro.
Quando Pechino cadde nelle mani dell'Alleanza delle otto nazioni, l'imperatrice Cixi e l'imperatore Guangxu fuggirono a Xi'an. Ronglu chiese di accompagnarli, ma gli fu negato il permesso, ordinandogli di rimanere a Pechino.
Nel 1901, l'imperatrice Cixi emanò cinque decreti imperiali. Il primo ordinava a Ronglu di "comandare varie forze imperiali, tra cui le forze di campo di Pechino, gli Hushenying con cavalleria e i Wuwei per sopprimere i ribelli (Boxer) e intensificare il pattugliamento per arrestare e mettere a morte immediatamente tutti i criminali dotati di armi che sostenevano le uccisioni degli stranieri." Il quarto decreto prescriveva a Ronglu di "inviare rapidamente truppe efficienti dei Corpi Wuwei, al quartiere delle legazioni di Pechino, per proteggere tutti gli edifici diplomatici".
Ronglu non voleva inimicarsi l'imperatrice Cixi, anche se non aveva grande simpatia per i Boxer. Come i principali governatori del sud, sentiva che era insensato che l'impero Qing accettasse tutte e otto le potenze straniere contemporaneamente. Quando l'esercito del Gansu di Dong Fuxiang era ansioso di attaccare le legazioni, Ronglu si assicurò che l'assedio non fosse portato alle estreme conseguenze. Lo xenofobo principe Duan, che era amico intimo di Dong Fuxiang, voleva che le forze di Dong fossero dotate di artiglieria per distruggere le legazioni. Ronglu bloccò il trasferimento dell'artiglieria a Dong Fuxiang, impedendogli di bombardare le legazioni. Quando venne fornita l'artiglieria alle forze imperiali e ai Boxer, fu fatto solo in quantità limitata.
Ronglu tentò di far sapere a Nie Shicheng di un decreto imperiale che ordinava di smettere di combattere contro i Boxer. Nie Shicheng continuò a combattere i Boxer e ne uccise moltissimi. Ronglu ordinò anche a Nie Shicheng di proteggere gli stranieri e la ferrovia dagli attacchi dei Boxer. Ronglu aveva annientato gli sforzi del principe Duan per catturare le legazioni e, di conseguenza, salvò gli stranieri che si trovavano all'interno. Rimase però sorpreso che non fosse considerato il benvenuto dopo la guerra. Tuttavia, le potenze straniere non chiesero che lui, diversamente da Dong Fuxiang, venisse punito.

### Fine della carriera
Alla fine del 1900, l'imperatrice Cixi convocò Ronglu a Xi'an, dove fu accolto calorosamente. Fu premiato con il privilegio della giacca gialla, una piuma di pavone con due occhi e una cintura viola. Successivamente scortò l'imperatrice e l'imperatore nella capitale.
Nel 1901, venne messo a capo del ministero del tesoro e sostenne le riforme proposte da Liu Kunyi e Zhang Zhidong nel loro memoriale intitolato Jiang Chu Hui Zou Bian Fa San Zhe (江楚會奏變法三折). Nel 1902, ottenne l'ulteriore incarico di Gran protettore del principe della Corona (太子太保) e Gran segretario di palazzo Wenhua (文華殿大學士).
Ronglu morì nel 1903 e ottenne l'onorificenza postuma di gran tutore (太傅). Gli venne conferito il nome postumo di "Wenzhong" (文忠) e dichiarato barone di prima classe (一等 男爵).

## Relazione con l'imperatrice Cixi
Prima che Lady Yehenara (la futura imperatrice Cixi) diventasse la consorte dell'imperatore Xianfeng, Ronglu aveva, presumibilmente, avuto una relazione sentimentale con lei. Nel corso della reggenza dell'imperatrice Cixi, Ronglu aderì alla fazione conservatrice dell'imperatrice presso la corte imperiale e si oppose alla Riforma dei cento giorni del 1898. L'imperatrice ricordò sempre il sostegno datole da Ronglu, anche quando erano giovani, e lo premiò consentendo alla sua unica figlia sopravvissuta nata dalla moglie Wanzhen, Youlan, di sposarsi nel Clan imperiale.
Attraverso il matrimonio di Youlan con il principe Chun (醇), Ronglu fu il nonno materno di Pu Yi, l'ultimo imperatore della dinastia Qing.
Leo Genn ritrasse Jung-lu (Ronglu) nel film del 1963, 55 giorni a Pechino. Feng Shaofeng lo rappresentò, nel 2006, nella serie televisiva Sigh of His Highness.